# Болдешть (Ясси)
Болдешть, Болдешті (рум. Boldești) — село у повіті Ясси в Румунії. Входить до складу комуни Херменешть.
Село розташоване на відстані 321 км на північ від Бухареста, 59 км на захід від Ясс.

## Населення
За даними перепису населення 2002 року у селі проживали 378 осіб, усі — румуни. Усі жителі села рідною мовою назвали румунську.